# Arie van Vliet
Arie Gerrit van Vliet (18 de março de 1916 — 9 de julho de 2001) foi um ciclista holandês que participava em competições de ciclismo de pista. Especializou-se como velocista. Entre 1934 e 1957, Van Vliet conquistou treze medalhas em campeonatos mundiais, incluindo quatro de ouro, e estabeleceu vários recordes mundiais em provas de velocidade, apesar da interrupção pela Segunda Guerra Mundial. Também conquistou uma medalha de ouro em 1 km contrarrelógio por equipes e uma prata na prova de velocidade individual nos Jogos Olímpicos de 1936 em Berlim. Sua corrida de velocidade olímpica foi obstruída pelo vencedor, o ciclista alemão Toni Merkens, que no entanto não foi desclassificado, mas apenas multado por 100 marcos alemães.